# Ravitaillement des satellites
Le ravitaillement des satellites désigne l'opération consistant à reconstituer les propergols et autres consommables à bord de satellites en orbite, par exemple en orbite géostationnaire autour de la Terre.
Cela peut concerner des propergols stockables, et plus tard des propergols cryogéniques.

## Exemples
- Space Infrastructure Servicing par l’entreprise canadienne MDA ;
- Orbital Express — une mission parrainée en 2007 par le gouvernement des États-Unis pour tester l'entretien en orbite avec deux véhicules conçus dès le départ pour le ravitaillement et le remplacement de sous-systèmes en orbite ;
- Robotic Refueling Mission — une série de projets de la NASA, comprenant des essais de transfert de propergols cryogéniques à bord de l’ISS.

### Contrats
- Janvier 2022 : Astroscale a signé un contrat pour utiliser les dépôts de propergol en orbite d’Orbit Fab[1].

## Normes
- Rapidly Attachable Fluid Transfer Interface : interface pour le transfert de fluides et gaz non cryogéniques ;
- ASSIST : système d'amarrage, testé au sol par un consortium d'entreprises européennes[2].

## Alternatives
Plutôt que de ravitailler, un autre engin pourrait s'amarrer au satellite client et fournir la propulsion désirée. Par exemple :
- Mission Extension Vehicle de Northrop Grumman, dont le MEV-1 est en service depuis 2021.